# René Wilke

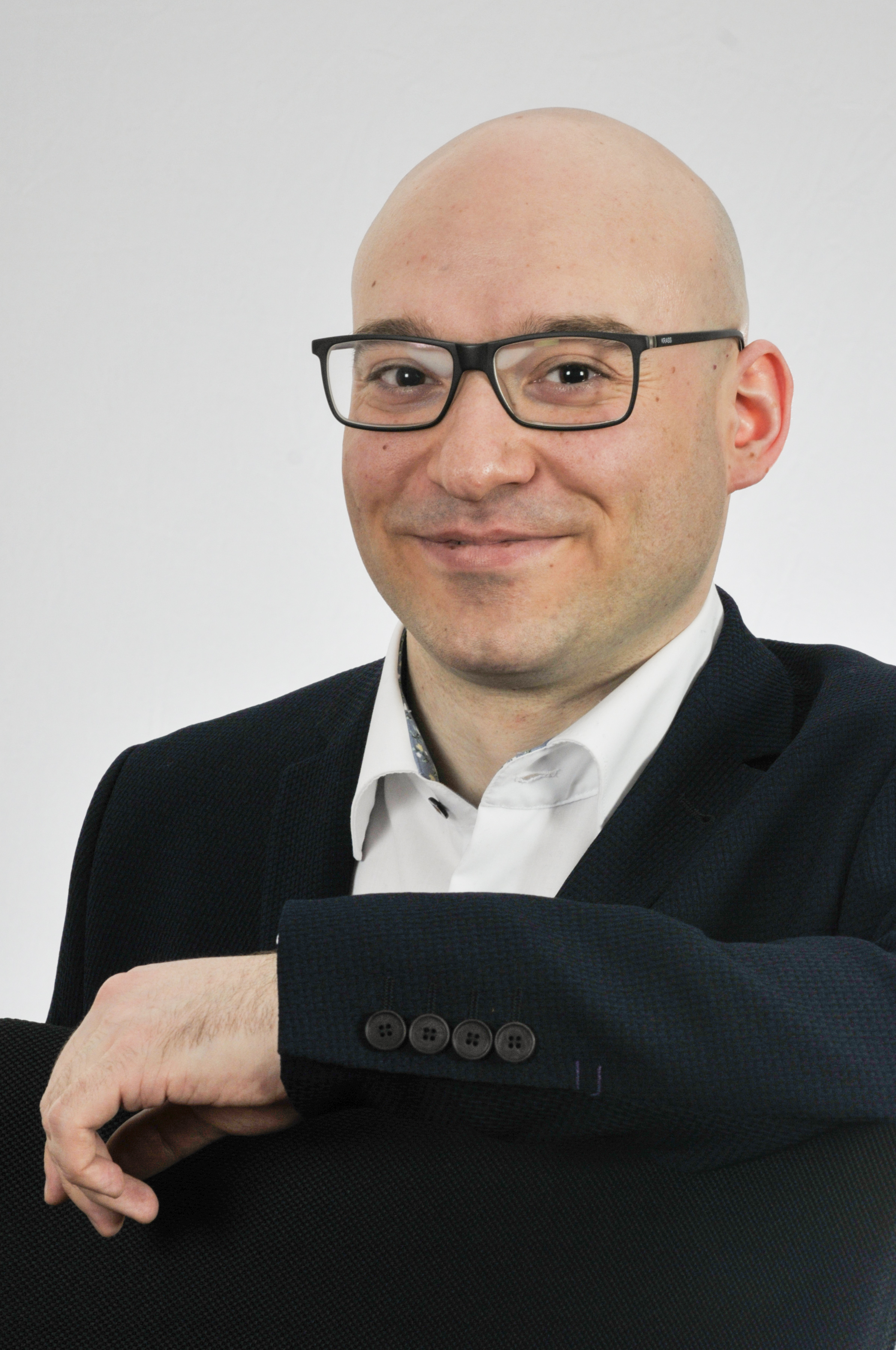
René Wilke (2016)

René Wilke (* 30. Juni 1984 in Frankfurt (Oder), DDR) ist ein deutscher Politiker (parteilos, bis 2024 Die Linke). Seit 2025 ist er Minister des Innern und für Kommunales des Landes Brandenburg. Zuvor war er von 2014 bis 2018 Mitglied des Landtags Brandenburg und von 2018 bis 2025 Oberbürgermeister der Stadt Frankfurt (Oder).

## Leben
Wilke lebte als Kind, bedingt durch die berufliche Tätigkeit seiner Eltern, etwa sechs Jahre lang bis 1995 in Moskau. Anschließend besuchte er das Otto-Brenner-Gymnasium in Frankfurt (Oder) und beendete dieses mit dem Abitur. Von 2005 bis 2012 studierte er Kultur-, Politik- und Verwaltungswissenschaften und Psychologie an der Europa-Universität Viadrina und der Fernuniversität in Hagen. 2011 erwarb er eine Qualifikation als Mediator mit dem Schwerpunkt Konfliktmanagement. 2013 schloss er eine Berufsausbildung zum Kaufmann für Bürokommunikation ab. Bevor er 2014 Mitglied des Landtags wurde, arbeitete er bei der Rosa-Luxemburg-Stiftung sowie für folgende Abgeordnete: Kerstin Meier (Mitglied des Brandenburgischen Landtags), Thomas Nord (Mitglied des Deutschen Bundestages), Helmut Scholz (Mitglied des Europäischen Parlaments) und Lothar Bisky (Mitglied des Bundestages).

## Politische Karriere
Mit 16 Jahren trat Wilke der Partei des Demokratischen Sozialismus (PDS) bei, deren Kreisvorsitzender in Frankfurt (Oder) er drei Jahre später wurde. In Frankfurt (Oder) war er von 2014 bis 2018 Mitglied der Stadtverordnetenversammlung und in dieser Fraktionsvorsitzender seiner Fraktion sowie Vorsitzender des Wirtschafts- und Arbeitsausschusses.

### Abgeordneter des Brandenburgischen Landtages
Bei der Landtagswahl in Brandenburg 2014 wurde Wilke als Direktkandidat im Landtagswahlkreis Frankfurt (Oder) in den brandenburgischen Landtag gewählt. Damit war er in der brandenburgischen Landtagsfraktion seiner Partei einer von vier direkt gewählten Abgeordneten.
Wilke gehörte dem Fraktionsvorstand zunächst als Beisitzer und später als stellvertretender Fraktionsvorsitzender an. Bis zum 6. Juni 2016 war er Sprecher für Sozial-, Gesundheits-, Pflege- und Seniorenpolitik, als er die Rolle als Sprecher für Haushalt und Finanzen übernahm. René Wilke war stellvertretender Vorsitzender des Landtagsausschusses für Haushalt und Finanzen und zusätzlich Mitglied im Ausschuss für Inneres und Kommunales.
Wegen seiner Amtsübernahme als Oberbürgermeister Frankfurts legte Wilke sein Landtagsmandat zum 6. Mai 2018 nieder. Für ihn rückte Carsten Preuß in den Landtag nach.

### Oberbürgermeister von Frankfurt (Oder)
Nachdem Gregor Gysi sich bereits im September 2017 für eine Kandidatur Wilkes zum Frankfurter Oberbürgermeister ausgesprochen hatte, kündigte dieser am 5. Oktober 2017 seine Kandidatur an. Seine Kandidatur wurde von der Listenverbindung Frankfurt Geht Besser getragen, die von den Parteien Die Linke und Bündnis 90/Die Grünen sowie parteilosen Persönlichkeiten Frankfurts gebildet wurde. Der Kreisverband seiner Partei wählte ihn einstimmig zu seinem Kandidaten für die Oberbürgermeisterwahl. Im Dezember 2017 bestätigte auch eine gemeinsame Wahlversammlung der Liste Frankfurt Geht Besser einstimmig seine Nominierung. Wilkes Kandidatur wurde auch durch die Bürgerinitiative Stadtumbau, die Frankfurter Bürgerinitiative und die Partei Die PARTEI unterstützt. Er trat gegen den amtierenden Oberbürgermeister Martin Wilke (parteilos), mit dem er weder verwandt noch verschwägert ist, die beiden Beigeordneten Markus Derling (CDU) und Jens-Marcel Ullrich (SPD) sowie Wilko Möller (AfD) an.
Am 4. März 2018 erreichte Wilke mit 43,4 % das beste Ergebnis aller Kandidierenden in der ersten Runde der Oberbürgermeisterwahl. Die Stichwahl am 18. März 2018 konnte er mit 62,5 % für sich entscheiden. Somit löste René Wilke Martin Wilke am 6. Mai 2018 als jüngsten Oberbürgermeister in der Geschichte Frankfurts ab und wurde jüngster Oberbürgermeister Brandenburgs. Damit war Frankfurt (Oder) die erste Stadt Brandenburgs sowie die größte Stadt Deutschlands mit einem Oberbürgermeister der Linken.
René Wilke wurde am 6. Mai 2018 als Oberbürgermeister vereidigt. Bereits seit 2011 engagierte er sich im Präsidium und im Hauptausschuss des Deutschen Städtetages.
Im März 2020 war er einer von sieben Oberbürgermeistern, die von der deutschen Bundesregierung die Schaffung rechtlicher Rahmenbedingungen forderte, um Kommunen die Aufnahme primär unbegleiteter minderjähriger Geflüchteter auf freiwilliger Basis zu erlauben. Konkret schlug Wilke vor, drei unbegleitete minderjährige Geflüchtete in Frankfurt (Oder) unterzubringen. Während der entsprechende Vorschlag in der Stadt Unterstützung fand, wurde er hierfür online angegriffen.
Im Juni 2024 trat Wilke aus der Linken aus; Grund war seine zunehmende Entfremdung, so zu deren Haltung zum Krieg Russlands in der Ukraine. Er ist seitdem parteilos.

### Innenminister von Brandenburg
Am 22. Mai 2025 wurde Wilke als Nachfolger der zurückgetretenen Katrin Lange zum Minister des Innern und für Kommunales des Landes Brandenburg im Kabinett Woidke IV ernannt.